# Bebida destilada

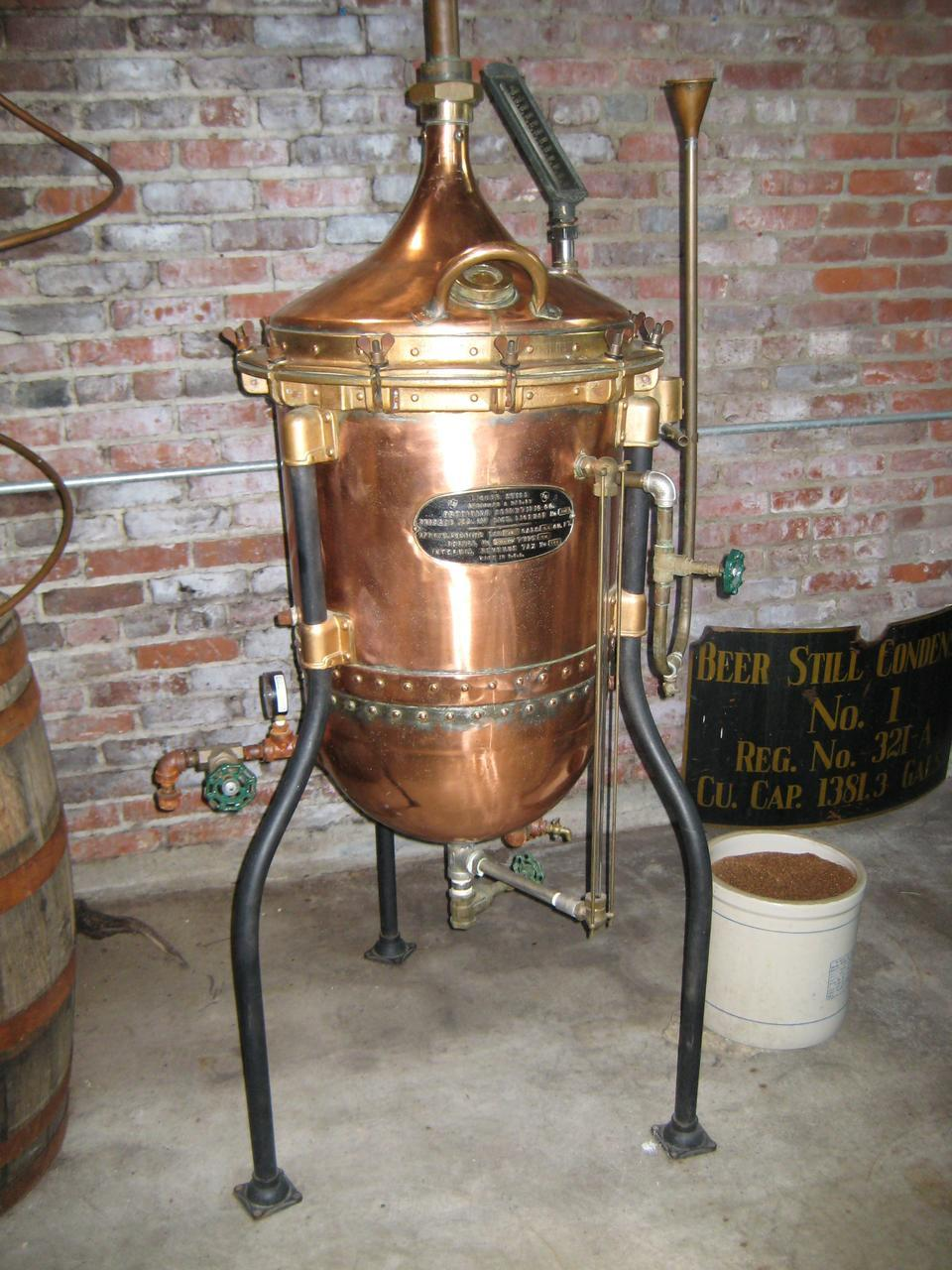
Un antiguo destilador de whisky.

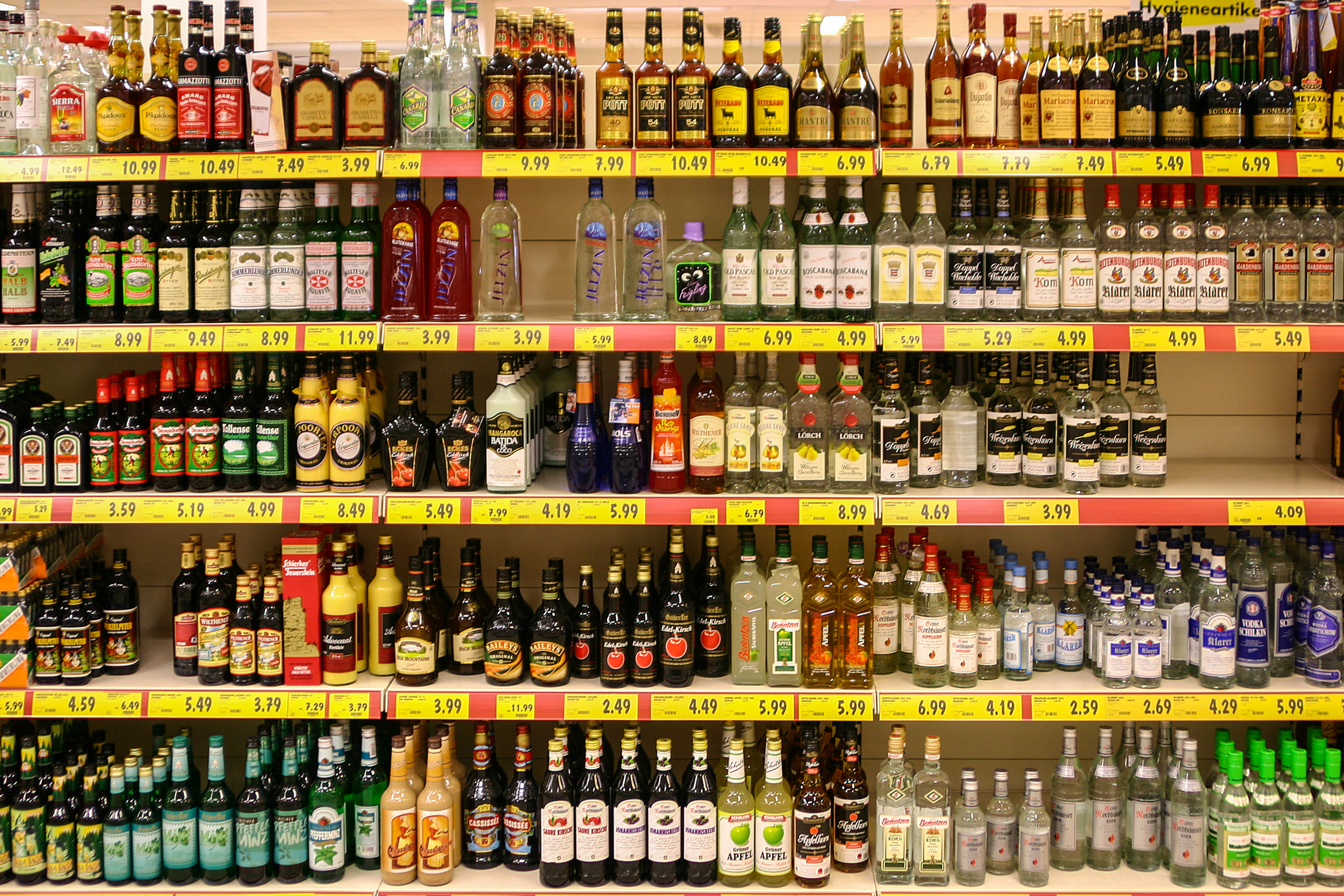
Una exhibición de bebidas destiladas en un supermercado.

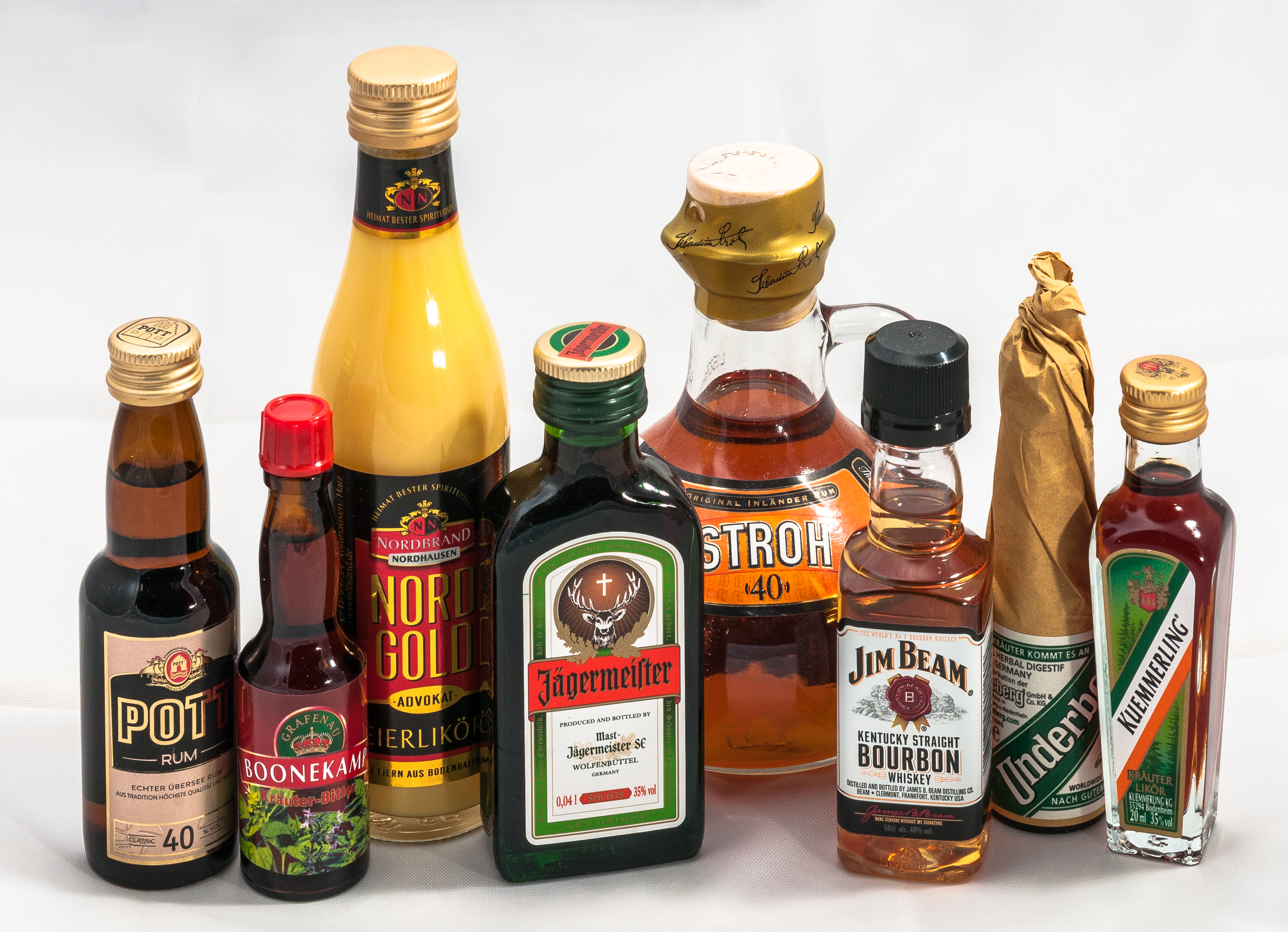
Algunas botellas de bebidas destiladas monodosis disponibles en Alemania.

Una bebida destilada es una bebida alcohólica producida por la destilación de granos, frutas, verduras o azúcar que ya han pasado por la fermentación alcohólica. Otros términos para la bebida destilada son: bebida espirituosa, licor espirituoso o licor fuerte. El proceso de destilación concentra el líquido para aumentar su alcohol en volumen. Como las bebidas destiladas contienen significativamente más alcohol (etanol) que otras bebidas alcohólicas, se consideran «más fuertes», a tal punto que en América del Norte, el término hard liquor («licor fuerte») se utiliza a veces para distinguir las bebidas alcohólicas destiladas de las no destiladas. Algunos ejemplos de bebidas destiladas son vodka, ron, ginebra y tequila. Las bebidas destiladas suelen añejarse en barriles, como para la producción de brandy y whisky, o se les añaden aromas para formar licores aromatizados, como la absenta. 
Si bien la palabra licor de refiere normalmente a bebidas espirituosas destiladas en lugar de bebidas producidas solo por fermentación, a veces se puede usar de manera más amplia para referirse a cualquier bebida alcohólica (o incluso productos de destilación no alcohólicos u otros líquidos varios).
Al igual que otras bebidas alcohólicas, las bebidas destiladas se suelen consumir por los efectos psicoactivos del alcohol. Una bebida destilada se puede consumir sola («pura»), generalmente en cantidades de alrededor de 50 mililitros por bebida servida. En forma no diluida, las bebidas destiladas son ligeramente dulces y amargas y normalmente imparten una sensación de ardor en la boca con un olor derivado del alcohol y de los procesos de producción y envejecimiento; el sabor exacto varía entre las diferentes variedades de bebida destilada y las diferentes impurezas que imparten. Las bebidas destiladas también se mezclan frecuentemente con otros ingredientes para formar un cóctel.
El consumo rápido de una gran cantidad de bebidas destiladas puede provocar ebriedad y en casos más graves intoxicación por alcohol, que puede ser mortal. El consumo constante de bebidas destiladas a lo largo del tiempo se correlaciona con una mayor mortalidad y otros efectos nocivos para la salud, incluso en comparación con otras bebidas alcohólicas.

## Nomenclatura
El término «bebida espirituosa» se refiere a un licor que no debe contener azúcar agregada, y suele tener entre 35 y 40 % de graduación alcohólica (ABV). El término «aguardiente» suele ser usado indistintamente con el de «bebida destilada», aunque por lo general las bebidas consideradas aguardientes tienden a tener una graduación alcohólica aún mayor que las bebidas destiladas comunes. El brandy de frutas, por ejemplo, también se conoce como «aguardiente de frutas».
Los licores embotellados con azúcar y aromas añadidos, como el Grand Marnier, el amaretto y el Schnapps estadounidense, se conocen en cambio como licores.
La bebida destilada generalmente tiene una concentración de alcohol superior al 30% cuando se embotella y, antes de diluirla para embotellarla, suele tener una concentración superior al 50%. La cerveza y el vino, que no se destilan, suelen tener un contenido máximo de alcohol de aproximadamente el 15% ABV, ya que la mayoría de las levaduras no pueden metabolizarse cuando la concentración de alcohol está por encima de este nivel; como consecuencia, la fermentación cesa en ese momento.

## Definición jurídica

### Unión Europea
De acuerdo con el reglamento (UE) 2019/787 del Parlamento Europeo y del Consejo de 17 de abril de 2019, una bebida espirituosa es una bebida alcohólica que ha sido elaborada:
- ya sea directamente utilizando, individualmente o en combinación, cualquiera de los siguientes métodos:
  1. destilación, con o sin adición de aromas o aromatizantes de productos alimenticios, de productos fermentados;
  2. maceración o procesamiento similar de materiales vegetales en alcohol etílico de origen agrícola, destilados de origen agrícola o bebidas espirituosas o una combinación de los mismos;
  3. adición, individualmente o en combinación, al alcohol etílico de origen agrícola, destilados de origen agrícola o bebidas espirituosas de aromas, colorantes, otros ingredientes autorizados, productos edulcorantes, otros productos agrícolas y alimentos.
- o añadiendo, individualmente o en combinación, cualquiera de los siguientes:
  1. otras bebidas espirituosas;
  2. alcohol etílico de origen agrícola;
  3. destilados de origen agrícola;
  4. otros alimentos.

Las bebidas espirituosas deben contener al menos un 15% ABV (excepto en el caso del licor de huevo, que debe contener un mínimo de 14% ABV).

#### Destilado de origen agrícola
El reglamento establece una diferencia entre el «alcohol etílico de origen agrícola» y un «destilado de origen agrícola». Se define destilado de origen agrícola como un líquido alcohólico que resulta de la destilación, previa fermentación alcohólica, de productos agrícolas que no tiene las propiedades del alcohol etílico y que conservan el aroma y el sabor de las materias primas utilizadas.

#### Categorías

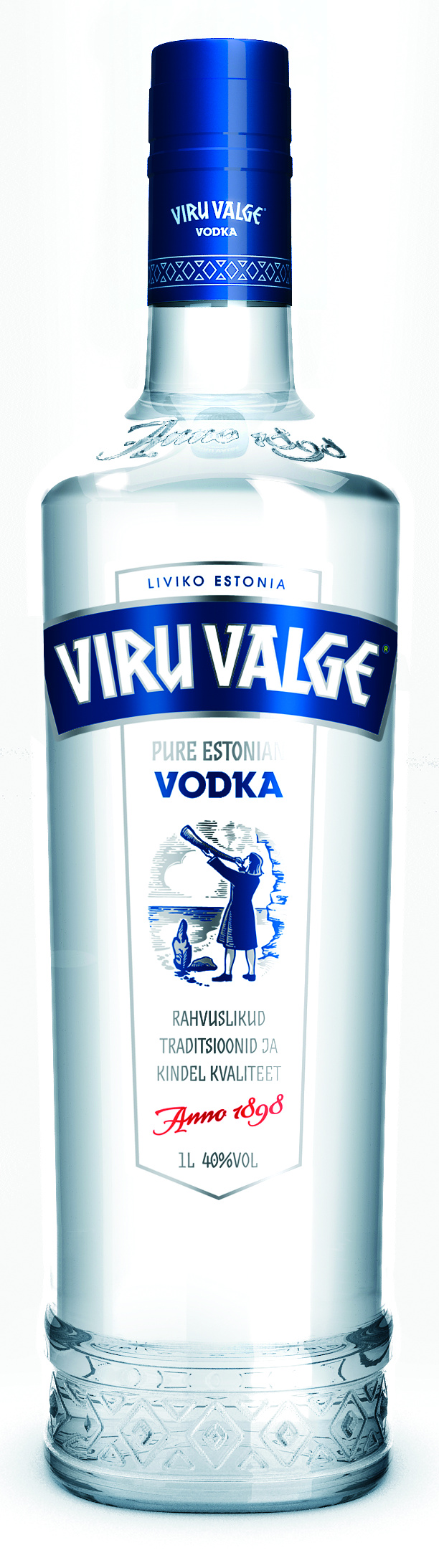
Viru Valge, un vodka estonio.

El anexo 1 del reglamento enumera 44 categorías de bebidas espirituosas y sus requisitos legales.
Algunas bebidas espirituosas pueden pertenecer a más de una categoría. Los requisitos de producción específicos distinguen una categoría de otra (la ginebra de Londres entra en la categoría de ginebra, pero ninguna ginebra puede considerarse como ginebra de Londres).
Las bebidas espirituosas que no se producen dentro de la UE, como el tequila o el baijiu, no figuran en las 44 categorías.
1. Ron
2. Whisky
3. Espirituosa de grano
4. Espirituosa de vino
5. Brandy o Weinbrand
6. Aguardiente de orujo o orujo de uva
7. Aguardiente de orujo de frutas
8. Aguardiente de pasas o brandy de pasas
9. Espirituosa de frutas
10. Aguardiente de sidra, aguardiente de perada y aguardiente de sidra y perada
11. Espirituosa de miel
12. Aguardiente de Hefebrand o lías
13. Bierbrand o licor de cerveza
14. Aguardiente de topinambur o alcachofa de Jerusalén
15. Vodka
16. Espirituosa (complementada con el nombre de la fruta, bayas o nueces) obtenida por maceración y destilación
17. Geist (complementado con el nombre de la fruta o la materia prima utilizada)
18. Genciana
19. Bebida espirituosa con sabor a enebro
20. Ginebra
21. Ginebra destilada
22. Ginebra de Londres
23. Bebida espirituosa con sabor a alcaravea o Kümmel
24. Akvavit o aquavit
25. Bebida espirituosa con sabor a anís (por ejemplo, Rakı, ouzo)
26. Pastis
27. Pastis de Marsella
28. Anís o janeževec
29. Anís destilado
30. Bebida espirituosa de sabor amargo o bitters
31. Vodka aromatizada
32. Bebida espirituosa aromatizada con endrinas o pacharán
33. Licor
34. Crème de (complementada con el nombre de una fruta u otra materia prima utilizada)
35. Endrinas Ginebra
36. Sambuca
37. Maraschino, marrasquino o maraskino
38. Nocino o orehovec
39. Licor de huevo o advocaat, avocat o advokat
40. Licor con huevo
41. Mistrà
42. Väkevä glögi o spritglögg
43. Berenburg o Beerenburg
44. Néctar de miel o néctar de hidromiel

## Historia de la destilación

### Historia temprana

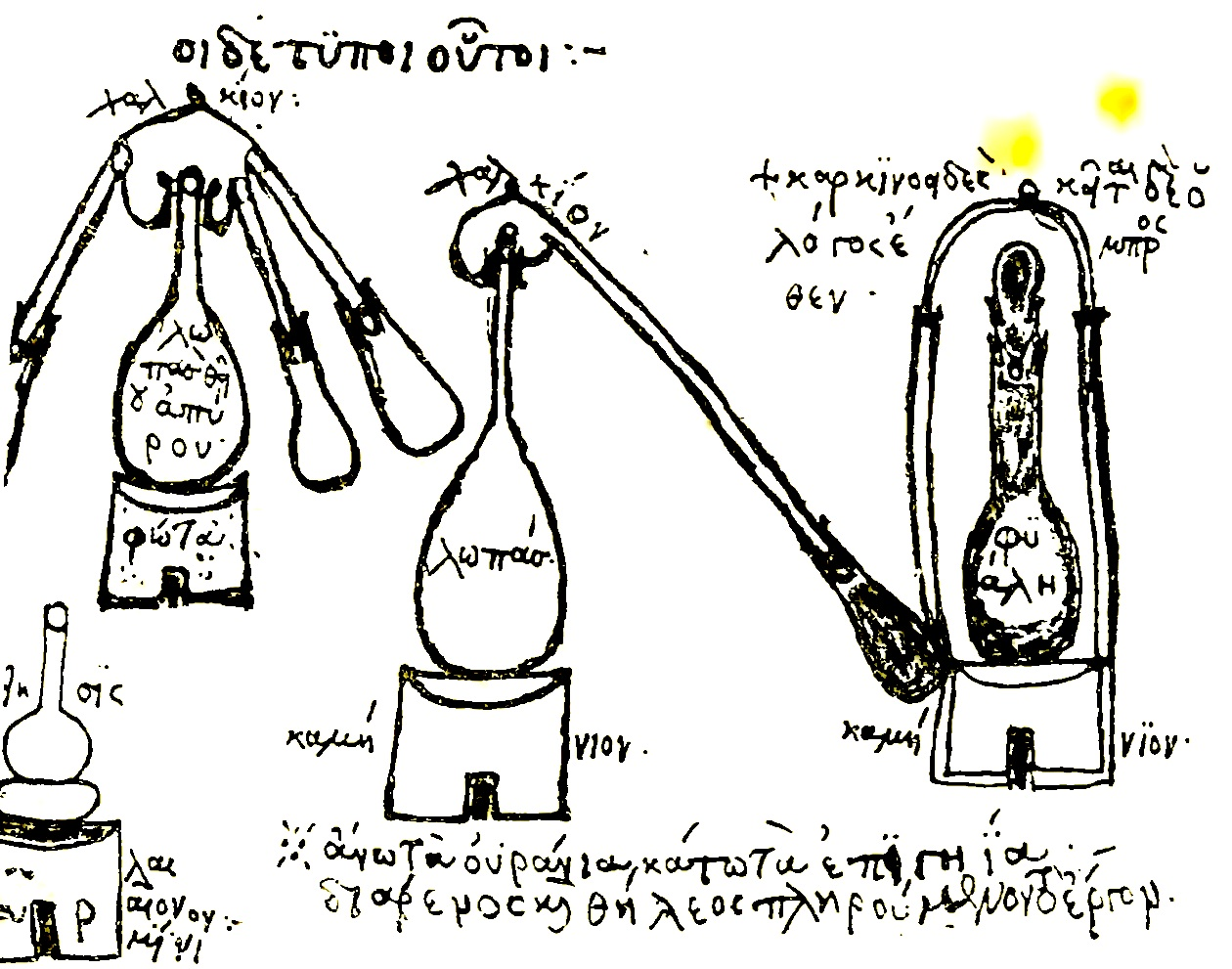
Equipo de destilación utilizado por el alquimista del siglo III Zósimo de Panópolis, del manuscrito griego bizantino Parisinus graecus 2327.

Las primeras pruebas de destilación provienen de tablillas acadias que datan de c. 1200 BC que describe las operaciones de perfumería y proporciona una prueba textual de que los babilonios de la antigua Mesopotamia conocían una forma temprana y primitiva de destilación. Las primeras pruebas de destilación también provienen de alquimistas que trabajaron en Alejandría, Egipto romano, en el siglo I. El agua destilada fue descrita en el siglo II d. C. por Alejandro de Afrodisias. Los alquimistas del Egipto romano utilizaban un alambique de destilación o un destilador en el siglo III.
La destilación era conocida en el antiguo subcontinente indio, como lo demuestran las retortas y receptores de arcilla cocida encontrados en Taxila y Charsadda en Pakistán y Rang Mahal en India que datan de los primeros siglos de la era común. Frank Raymond Allchin dice que estos tubos de destilación de terracota fueron «hechos para imitar el bambú». Estos «alambiques Gandhara» eran capaces de producir sólo un licor muy débil, ya que no había ningún medio eficaz para recoger los vapores a baja temperatura.
La destilación en China podría haber comenzado durante la dinastía Han del Este (siglos I-II), pero la destilación de bebidas empezó en las dinastías Jin (siglos XII-XIII) y Song del Sur (siglos X-XIII), según la evidencia arqueológica.
La liofilización implica congelar la bebida alcohólica y luego retirar el hielo. La técnica de congelación tenía limitaciones geográficas y de implementación que restringían la amplitud de su uso.

### Destilación de vino

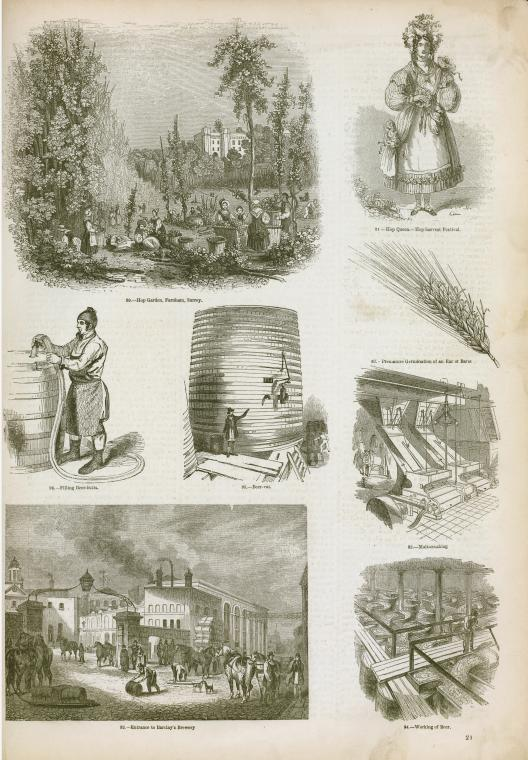
Una ilustración de los métodos de la industria cervecera y destiladora en Inglaterra, 1858.

La naturaleza inflamable de las exhalaciones del vino ya era conocida por los antiguos filósofos naturales, como Aristóteles (384-322 a. C.), Teofrasto (c. 371) y Plinio el Viejo (23/24-79 d. C.). Sin embargo, esto no condujo inmediatamente al aislamiento del alcohol, a pesar del desarrollo de técnicas de destilación más avanzadas en el Egipto romano de los siglos II y III. Un reconocimiento importante, encontrado por primera vez en uno de los escritos atribuidos a Jābir ibn Ḥayyān (siglo IX d. C.), fue que al agregar sal al vino hirviendo, lo que aumenta la volatilidad relativa del vino, se puede mejorar la inflamabilidad de los vapores resultantes. La destilación del vino está atestiguada en obras árabes atribuidas a al-Kindī (c. 801–873 d. C.) y a al-Fārābī (c. 872–950), y en el libro 28 de al-Zahrāwī (latín: Abulcasis, 936-1013) Kitāb al-Taṣrīf (posteriormente traducido al latín como Liber servatoris ).al-Hassan, 2009Berthelot y Houdas, 1893, vol. I, pp. 141, 143. A veces también se añadía azufre al vino.Berthelot y Houdas, 1893, vol. I, p. 143 En el siglo XII, comenzaron a aparecer en varias obras latinas recetas para la producción de aqua ardens («agua ardiente», es decir, alcohol) mediante la destilación de vino con sal, y a finales del siglo XIII se había convertido en una sustancia ampliamente conocida entre los químicos de la Europa occidental. Sus propiedades medicinales fueron estudiadas por Arnau de Vilanova (1240-1311 d. C.) y Juan de Rocatallada (c. 1310-1366); este último la consideraba una sustancia que preserva la vida y es capaz de prevenir todas las enfermedades (el aqua vitae o «agua de vida», también llamada por Juan la quintaesencia del vino).
En China, la evidencia arqueológica indica que la verdadera destilación del alcohol comenzó durante las dinastías Jin o Song del Sur del siglo XII. Se ha encontrado un destilador en un sitio arqueológico en Qinglong, Hebei, que data del siglo XII.
En la India, la verdadera destilación del alcohol se introdujo desde el Medio Oriente y ya en el siglo XIV se usaba ampliamente en el Sultanato de Delhi.
Los trabajos de Tadeo Alderotti (1223-1296) describen un método para concentrar alcohol que implica destilación fraccionada repetida a través de un alambique enfriado por agua, mediante el cual se podía obtener una pureza de alcohol del 90%.
En 1437, el «agua quemada» (brandy) se menciona en los registros del condado de Katzenelnbogen en Alemania.

### Regulación gubernamental

#### Producción
Es legal destilar bebidas alcohólicas como pasatiempo para uso personal en algunos países, incluidos Nueva Zelanda y los Países Bajos.
En los Estados Unidos, es ilegal destilar bebidas alcohólicas sin una licencia, y el proceso de obtención de la licencia es demasiado arduo para la producción a escala de aficionados. En algunas partes de Estados Unidos también es ilegal vender un destilador sin licencia. No obstante, todos los estados permiten que personas sin licencia fabriquen su propia cerveza, y algunos también permiten que personas sin licencia fabriquen su propio vino (aunque elaborar cerveza y vino también está prohibido en algunas jurisdicciones locales).

#### Venta
Algunos países y jurisdicciones subnacionales limitan o prohíben la venta de cierto alto porcentaje de alcohol, comúnmente conocido como espíritu neutro. Debido a su inflamabilidad (ver más abajo), no se permite el transporte en aviones de bebidas alcohólicas con un contenido de alcohol superior al 70% en volumen.

### Microdestilación
La microdestilación (también conocida como destilación artesanal) comenzó a resurgir como una tendencia en los Estados Unidos tras el movimiento de elaboración de cerveza artesanal y microcervecería en las últimas décadas del siglo XX. Por el contrario, las instalaciones de destilación a gran escala nunca fueron tan dominantes en Escocia, por lo que la tradición de la destilación a pequeña escala nunca se perdió en el mercado del whisky escocés.

## Inflamabilidad

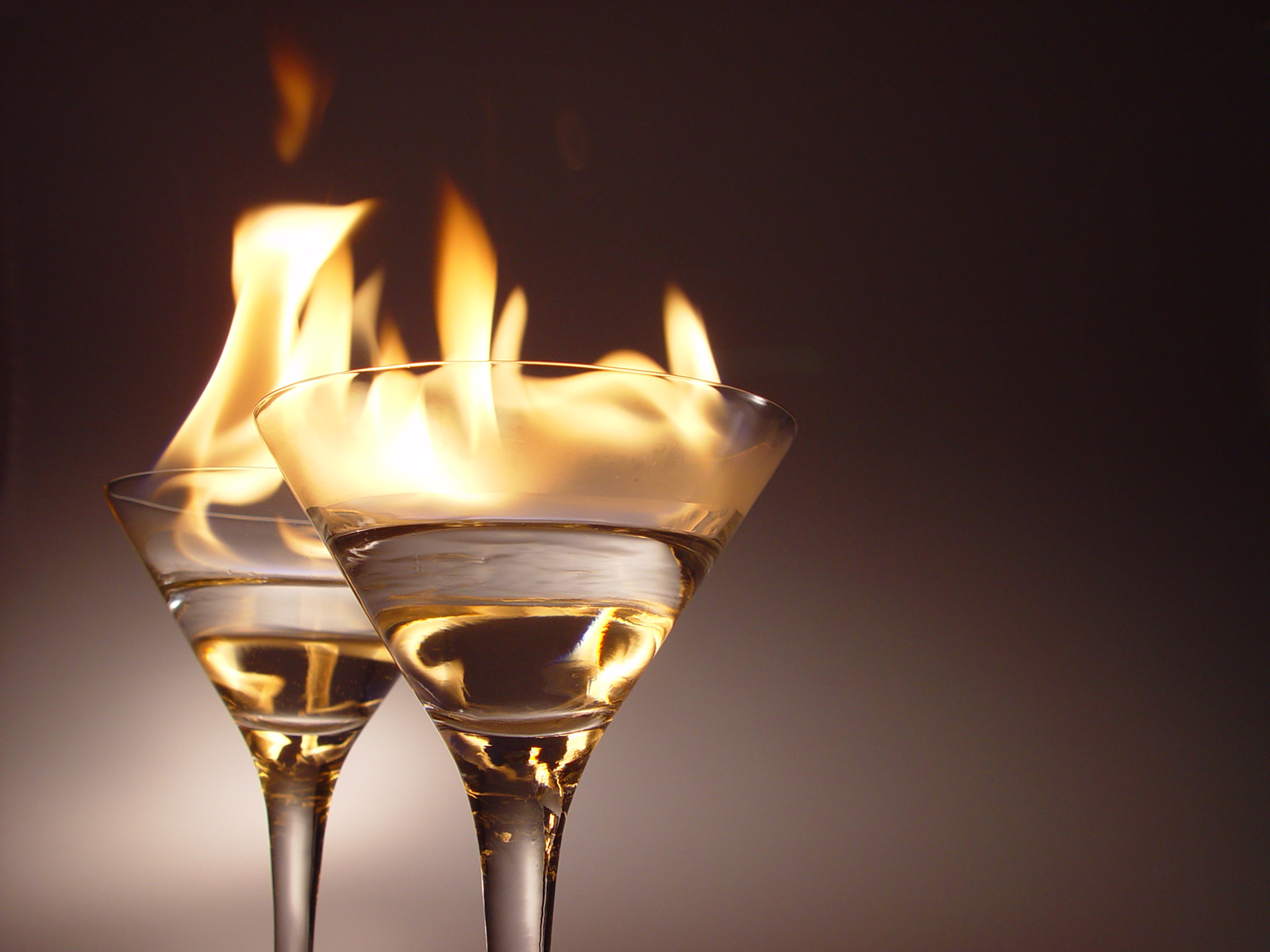
Estos cócteles en llamas ilustran que algunas bebidas destiladas se incendian y arden fácilmente.

La bebida destilada que contiene 40% ABV (80 grados estadounidenses) se incendiará si se calienta a aproximadamente 26 grados Celsius (78,8 °F) y si se le aplica una fuente de ignición. Esta temperatura se llama punto de inflamabilidad. El punto de inflamabilidad del alcohol puro es 16,6 grados Celsius (61,9 °F), temperatura ambiente inferior a la media.
La inflamabilidad del licor se aplica en la técnica de cocción flambeada.
Los puntos de inflamación de concentraciones de alcohol de 10% ABV a 96% ABV son:
- 10% – 49 grados Celsius (120,2 °F) – solución de agua a base de etanol
- 12,5% – alrededor de 52 grados Celsius (125,6 °F) – vino[37]
- 15% – 42 grados Celsius (107,6 °F) – sake, mijiu, chongchu
- 20% – 36 grados Celsius (96,8 °F) – shōchū, vino fortificado
- 30% – 29 grados Celsius (84,2 °F) – fuerte shōchū
- 40% – 26 grados Celsius (78,8 °F) – típico vodka, whisky o brandy
- 50% – 24 grados Celsius (75,2 °F) – típico baijiu, whisky fuerte, embotellado en whisky bond, típico ajenjo blanco
- 60% – 22 grados Celsius (71,6 °F) – baijiu fuerte, tsikoudia normal (llamado mesoraki o raki medio), whisky a prueba de barril, típico verte ajenjo
- 70% – 21 grados Celsius (69,8 °F) – slivovitz
- 80% – 20 grados Celsius (68,0 °F) – ajenjo fuerte
- 90% o más – 17 grados Celsius (62,6 °F) – alcohol de grano neutro

## Forma de servir

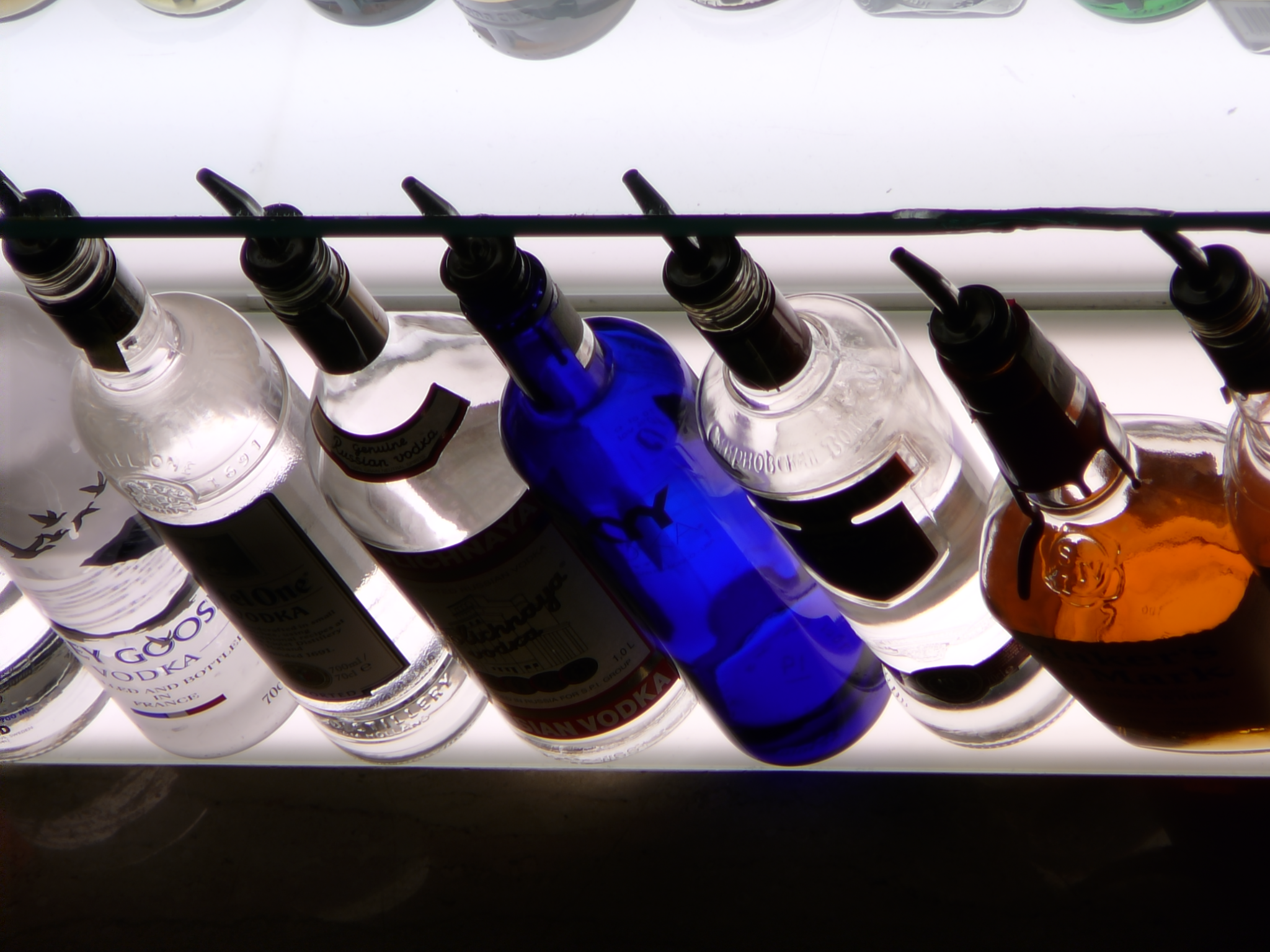
Una fila de bebidas alcohólicas –en este caso, bebidas destiladas– en un bar.

Una bebida destilada se puede servir:
- Pura: a temperatura ambiente sin ningún ingrediente adicional.[38]
- Arriba: agitada o revuelta con hielo, colada y servida en un vaso con pie.
- Abajo: batida o revuelta con hielo, colada y servido en un vaso de rocas.
- Con hielo – sobre cubitos de hielo.
- Licuada o congelada – licuada con hielo.
- Con una batidora simple, como agua mineral con gas. agua tónica, jugo de frutas o bebida de cola.
- Como ingrediente de un cóctel.
- Como ingrediente de un chupito.
- Con agua.
- Con agua vertida sobre azúcar (como con ajenjo).

## Consumo de alcohol por país

Mapa de Europa con países individuales agrupados por tipo preferido de bebida alcohólica, según el consumo de alcohol per cápita registrado (mayores de 15 años) (en litros de alcohol puro) en 2016.

La Organización Mundial de la Salud (OMS) mide y publica los patrones de consumo de alcohol en diferentes países. La OMS mide el alcohol consumido por personas de 15 años o más y lo informa sobre la base de litros de alcohol puro consumidos per cápita en un año determinado en un país.

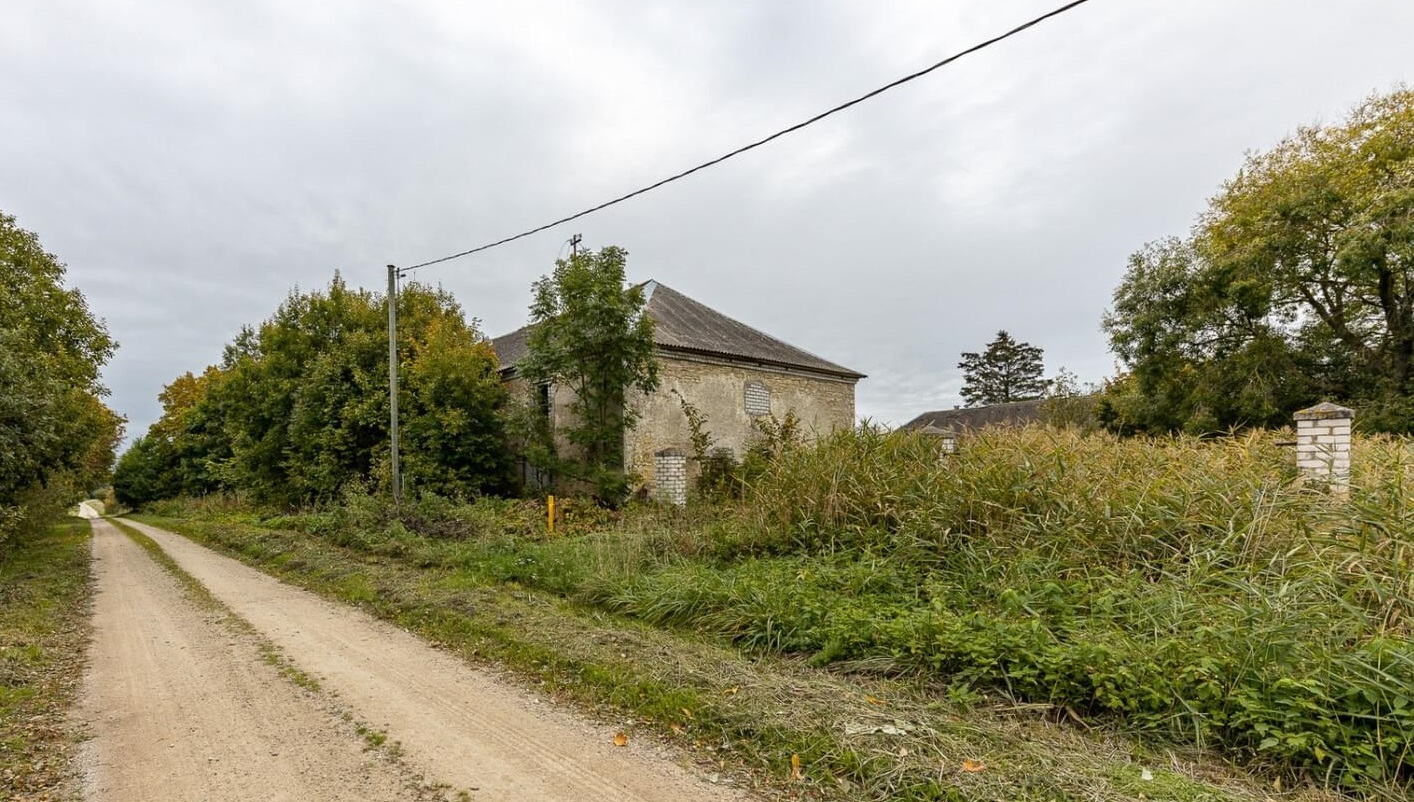
Destilería de vodka abandonada del en Estonia.

## Alcohol y salud
Las bebidas espirituosas destiladas contienen alcohol etílico, la misma sustancia química que está presente en la cerveza y el vino y, como tal, el consumo de bebidas espirituosas tiene efectos psicológicos y fisiológicos a corto plazo en el usuario. Las diferentes concentraciones de alcohol en el cuerpo humano tienen diferentes efectos en una persona. Los efectos del alcohol dependen de la cantidad que un individuo ha bebido, el porcentaje de alcohol en las bebidas espirituosas y el momento en que se produjo el consumo.
Los efectos a corto plazo del consumo de alcohol varían desde una disminución de la ansiedad y las habilidades motoras y euforia en dosis más bajas hasta intoxicación (borrachera), estupor, pérdida del conocimiento, amnesia anterógrada («apagones» de memoria) y depresión del sistema nervioso central en dosis más altas. Las membranas celulares son muy permeables al alcohol, por lo que una vez que está en el torrente sanguíneo, puede difundirse a casi todas las células del cuerpo. El alcohol puede exacerbar enormemente los problemas del sueño. Durante la abstinencia, las alteraciones residuales en la regularidad y los patrones del sueño son los mayores predictores de recaída.
Beber más de 1 a 2 tragos al día aumenta el riesgo de enfermedad cardíaca, presión arterial alta, fibrilación auricular y accidente cerebrovascular. El riesgo es mayor en las personas más jóvenes debido al consumo excesivo de alcohol, que puede provocar violencia o accidentes. Alrededor de 3,3 millones de muertes (5,9% de todas las muertes) se deben al alcohol cada año. A diferencia del vino y quizás de la cerveza, no hay evidencia de que el consumo de alcohol destilado tenga un efecto  curva en J sobre la salud. El consumo prolongado puede provocar un trastorno por consumo de alcohol, un mayor riesgo de desarrollar dependencia física, enfermedades cardiovasculares y varios tipos de cáncer.
Alcoholismo, también conocido como «trastorno por consumo de alcohol», es un término amplio para cualquier consumo de alcohol que resulte en problemas. El alcoholismo reduce la esperanza de vida de una persona en unos diez años, y el consumo de alcohol es la tercera causa de muerte prematura en los Estados Unidos.
El consumo de alcohol en cualquier cantidad puede provocar cáncer. El alcohol causa cáncer de mama, cáncer colorrectal, cáncer de esófago, cáncer de hígado y cáncer de cabeza y cuello. Cuanto más alcohol se consume, mayor es el riesgo de cáncer.